# كونيو هاتوياما
كونيو هاتوياما (باليابانية: 鳩山邦夫) كان سياسيا يابانيا. شغل منصب وزير الشؤون الداخلية والاتصالات في عهد رئيس الوزراء تارو آسو حتى 12 يونيو 2009.
توفي هاتوياما في 20 يونيو 2016 في مستشفى بطوكيو عن عمر ناهز 67 عامًا.